# Boeing YB-9
Boeing YB-9 je bil prvi povsem kovinski enokrilni bombnik Ameriških letalskih sil, oziroma takrat še USAAC. Boeing je razvil YB-9 z lastnimi sredstvi. YB-9 je bil razvit na podlagi potniškega Model 200, oba modela sicer nista dosegla serijske proizvodnje. 
Model YB-9 je bil lahko oborožen z okrog 1030 kg bomb, za samoobrambo je imel dve .30 in (7,62 mm) strojnici.
YB-9 je imel potovalno hitrost okrog 265 km/h, okrog 70 km/h več kot njegov dvokrilni predhodnik  Keystone B-6. 

## Specifikacije (Y1B-9A)
Podatki iz United States Military Aircraft since 1909; Swanborough and Bowers 1963, p. 73
Splošne karakteristike
- Posadka: 4
- Dolžina: 52 ft 0 in (15,85 m)
- Razpon kril: 76 ft 10 in (23,42 m)
- Višina: 12 ft 0 in (3,66 m)
- Površina kril: 954 ft² (88,7 m²)
- Teža praznega letala: 8941 lb (4064 kg)
- Maks. vzletna teža: 14320 lb (6500 kg)
- Pogon letala: 2 ×  radialni motor Pratt & Whitney R-1860-11 Hornet B, 600 KM (448 kW)  vsak

 Zmogljivost 
- Maks. hitrost: 188 mph (163 vozlov, 302 km/h) na višini 6000 ft (1830 m)
- Potovalna hitrost: 165 mph (143 vozlov, 265 km/h)
- Doseg: 540 milj (470 nmi, 869 km)
- Višina leta: 20750 ft (6325 m)
- Hitrost vzpenjanja: 900 ft/min (4,6 m/s)

Oborožitev

- Strelno orožje: 2× .30 in (7,62 mm) M1919 Browning strojnici
- Bombe: Do 1030 kg bomb